# Dmitrij Goriunow
Dmitrij Pietrowicz Goriunow (ros. Дмитрий Петрович Горюнов, ur. 30 września 1915 w Kowrowie, zm. 2 czerwca 1992 w Moskwie) – radziecki dziennikarz, działacz partyjny i dyplomata.

## Życiorys
Od 1933 pracownik dziennikarstwa i aktywista Komsomołu, 1934-1940 sekretarz odpowiedzialny gazety i redaktor gazety obwodowej w Iwanowie, 1940-1942 sekretarz Komitetu Miejskiego Komsomołu w Kowrowie i komitetu obwodowego w Iwanowie, 1942–1946 pracownik KC Komsomołu. Od 1940 w WKP(b), 1946–1949 słuchacz Wyższej Szkoły Partyjnej przy KC WKP(b), od 6 grudnia 1950 do 2 kwietnia 1957 redaktor naczelny "Komsomolskiej prawdy", 1954–1957 członek Biura KC Komsomołu. Następnie zastępca redaktora naczelnego "Prawdy", od sierpnia 1960 do 12 kwietnia 1967 dyrektor generalny agencji TASS, od 31 października 1961 do 29 marca 1966 członek Centralnej Komisji Rewizyjnej KPZR. Od 8 kwietnia 1966 do 30 marca 1971 zastępca członka KC KPZR, od 23 maja 1967 do 13 listopada 1973 ambasador nadzwyczajny i pełnomocny ZSRR w Kenii, od 26 grudnia 1973 do 3 października 1978 ambasador nadzwyczajny i pełnomocny ZSRR w Maroku, następnie na emeryturze. Deputowany do Rady Najwyższej ZSRR 6 i 7 kadencji. Pochowany na Cmentarzu Kuncewskim.